# Trummy Young
James Young, detto Trummy (Savannah, 12 gennaio 1912 – San Jose, 10 settembre 1984), è stato un trombonista, compositore e bandleader jazz statunitense.

## Biografia
Dopo iniziali esibizioni come trombettista passò in seguito al trombone, debuttando con questo strumento alla carriera professionistica nel 1928, nel 1933 fu ingaggiato nell'orchestra di Earl Hines con cui rimase fino al 1937, nello stesso anno, lasciato Hines, entrò nell'ensemble di Jimmie Lunceford (dal 1937 al 1943).
Trombonista dallo stile moderno e interessato dai nuovi stili musicali, registrò con i nuovi artisti jazz del Bebop (Charlie Parker, Dizzy Gillespie, Clyde Hart e tanti altri), in seguito oltre a suonare in propri gruppi fece parte dal 1952 al 1964 dei "The Louis Armstrong All-Stars".
Ritiratosi dalle scene musicali (a parte qualche sporadica reunion) dopo il 1964, divenne un divulgatore religioso (Testimone di Geova).